# Luna Rossa (film, 1998)
 (février 2022).
Si vous disposez d'ouvrages ou d'articles de référence ou si vous connaissez des sites web de qualité traitant du thème abordé ici, merci de compléter l'article en donnant les références utiles à sa vérifiabilité et en les liant à la section « Notes et références ».
Pour plus de détails, voir Fiche technique et Distribution.
Luna Rossa (titre original : «Luna Rossa: Red Moon Over Naples ») est un téléfilm du genre « essai musical » de 1998, réalisé par le cinéaste allemand Georg Brintrup.

## Synopsis
En se servant de la musique, le film effectue un voyage dans la psyché collective de la population napolitaine, de l’époque ancienne jusqu’à nos jours. Deux Napolitains, Tony et Ciro, parcourent en voiture les rues de leur ville, en écoutant pendant leur périple la célèbre chanson “Luna Rossa”. De façon intempestive, la musique est interrompue pour laisser la place à la nouvelle de l’énième délit de la « Camorra ». Les deux hommes se plaignent en disant que leur ville est malade, à l’égal que la Chanson napolitaine qui dort, aujourd’hui, comme le Vésuve.

Les 2 voyageurs arrivent à destination: un théâtre où se déroulent les prises de vue d’un film sur la musique napolitaine. Tony, un chanteur et Ciro, un mime (Pulcinella), sont sur le « set ». Ils participent au film, qui étudie les racines de la chanson napolitaine. À la fin du film, alors qu’ils continuent en voiture leur traversée de la ville, leur réflexion leur mène à la conclusion que, contrairement à ce qu’on peut penser et à leur pessimisme du début, la chanson napolitaine est encore vivante, même si, c’est vrai, quelquefois elle semble dormir, exactement comme le volcan.

Ce cadre dramatique sert à donner la place aux voix des gens ordinaires. Grâce aux commentaires des « passants », le regard sur Naples se défait puis se recompose comme l’image d’un Caléidoscope. Chacun voit sa ville avec la distance d’un étranger: le poissonnier, l’artisan, la maîtresse de maison, le prêtre, l’enseignant, le marchant des quatre saisons, la blanchisseuse, les vieux et les jeunes s’expriment sur les thèmes qui sont à la base de la musique napolitaine.

De cette manière, le film présente la chanson napolitaine dans son contexte quotidien, complexe et dynamique. Ce genre musical n’est pas limité à une catégorie ou un classement. Il se présente comme un phénomène vivant, nécessaire au tempérament des Napolitains.

## Fiche technique

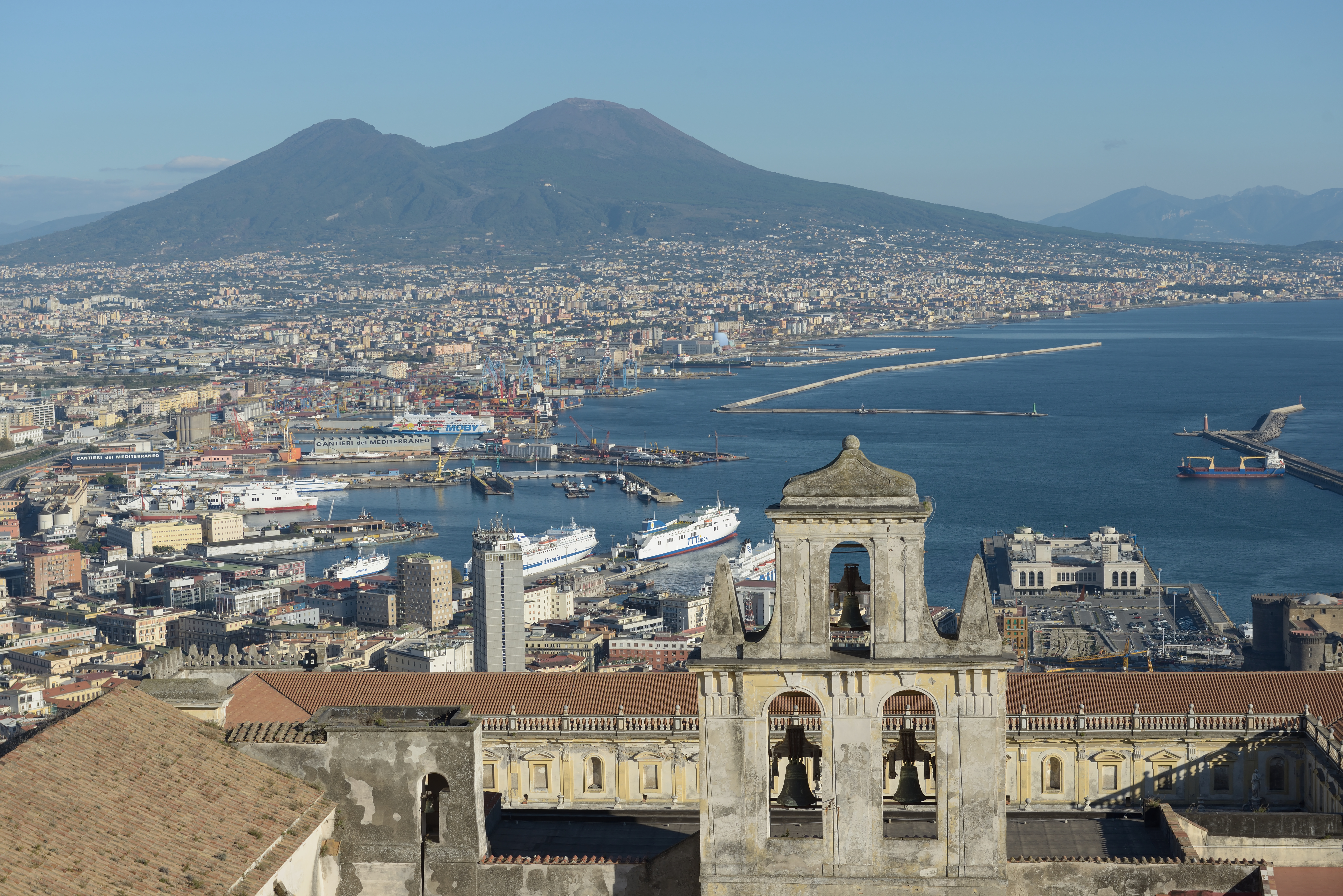
Naples et le Vésuve.

- Titre original : Luna Rossa - Roter Mond über Neapel
- Réalisation : Georg Brintrup
- Scénario : Georg Brintrup
- Image : Luigi Verga
- Script : Luigi Boscaino
- Son: Roberto Bartoli
- Chorégraphie : Maria Vittoria Maglione et l’école “La Dance”
- Musique : Chansons napolitaines, arrangées par Antonello Paliotti
- Musiciens : Antonello Paliotti, Mauro Squillante, Agostino Alviero, Leonardo Massa, Emidio Ausiello, Generoso Veglione
- Chanteurs : Lello Giulivo, Carmen Femiano, Ernesto Lama, “Le Voci Italiane”
- Producteur executif : Carmen Femiano
- Sociétés de production : Brintrup Filmproduktion
- Pays d'origine :  Allemagne,  Italie
- Dates de tournage : mai 1998
- Durée : 57 min
- Format : couleur - Digital Video - Monophonique
- Genre : Film musical
- Dates de sortie : 
  - Allemagne : 17 février 1999
  - Italie : 5 février 1999

## Distribution
- Lello Giulivo : Tony (un chanteur)
- Michele Monetta : Ciro (un mime)
- Riccardo Zinna : le fou
- Ernesto Lama : Un chanteur
- Salvatore Gatto : le crémier
- Antonella Stefanucci : la blanchisseuse
- Riccardo de Luca : le prêtre
- Carmen Femiano : la chanteuse
- Imma Villa : la maîtresse de maison

## Autour du film
« Le Napolitain ne s’intéresse pas à la vérité puisque chaque vérité est, au fond, laide : il n’accorde pas d’importance à une quelconque utilité. Naples se fonde sur les sensations. A Naples règne le sentiment. ». Le film commence par cette explication, qui est une citation libre du philosophe germano-estonien Hermann von Keyserling. Par ailleurs, ce long-métrage n’a pas un développement dramatique à proprement parler, mais il apparaît comme un collage des regards sur la ville de Naples, accompagnés par la musique. Et ce sont les propres Napolitains, ces « passants » interprétés par des acteurs ou des figurants qui font des remarques sur les différents aspects de leur ville.

## Accueil critique
« Ce portrait de Naples ressemble à un tableau d’Archimboldo, qui composait ses figures en partant d’un seul type d’objets :  des légumes, des poissons, etc.  Ici, l’on se sert simplement du son pour peindre la ville, dans un mélange de tons divers qui  est atteint par la langue parlée,  par des rumeurs de voix d’un monde qui s’est soumis aux spasmes menaçants du Vésuve. Il n’y a pas de vrais commentaires dans cette évocation qui joue avec les masques d’Arlequin, mais des paroles conciliantes ou déclamatoires teintes d’un gout savoureux philosophico-populaire »

— Bernard Mérigaud, « ? », Télérama, no 2561,‎ 10 février 1999

« Plus qu’un vrai documentaire, Luna Rossa est un film fiction qui se présente « incognito ». Le conte de deux personnages, de deux figures-symboles qui se promènent dans les rues de Naples, dans des lieux historiques et suggestifs, et qui reconstruiront l’évolution de la chanson napolitaine et de ses interprètes les plus significatifs. Avec le regard détaché d’un étranger, Luna Rossa raconte une ville nostalgique dans laquelle l’amour pour la chanson reste le même tout au long des époques, en surmontant la mode et les changements. »

— Raffaella Leveque, « ? », Il Mattino,‎ 30 mars 1998